# Ochna ciliata
Ochna ciliata là một loài thực vật có hoa trong họ Ochnaceae. Loài này được Lam. mô tả khoa học đầu tiên năm 1796.